# Elektrownia wiatrowa

Budowa elektrowni wiatrowej:
1. Fundament
2. Wyjście do sieci elektroenergetycznej
3. Wieża
4. Drabinka wejściowa
5. Serwomechanizm kierunkowania gondoli
6. Gondola
7. Generator
8. Wiatromierz
9. Hamulec postojowy
10. Skrzynia przekładniowa
11. Łopata wirnika
12. Siłownik do przestawiania łopat
13. Piasta

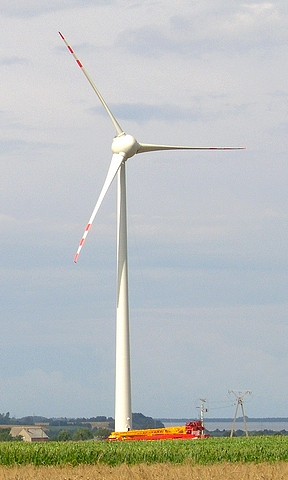
Elektrownia wiatrowa w Pucku

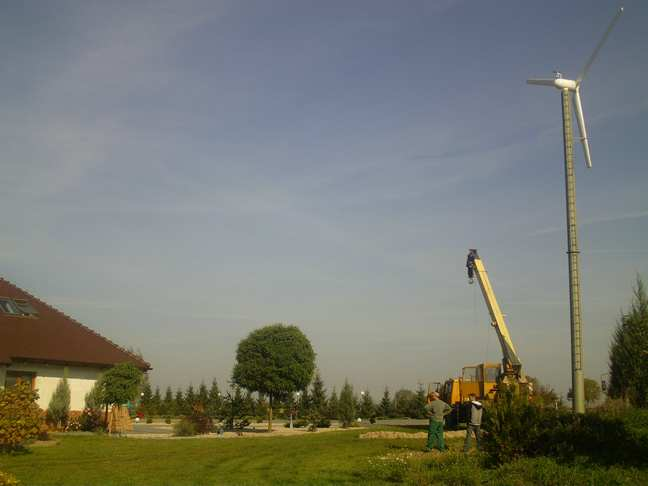
Przydomowa elektrownia wiatrowa o mocy 10 kW do zasilania domku jednorodzinnego w Żninie

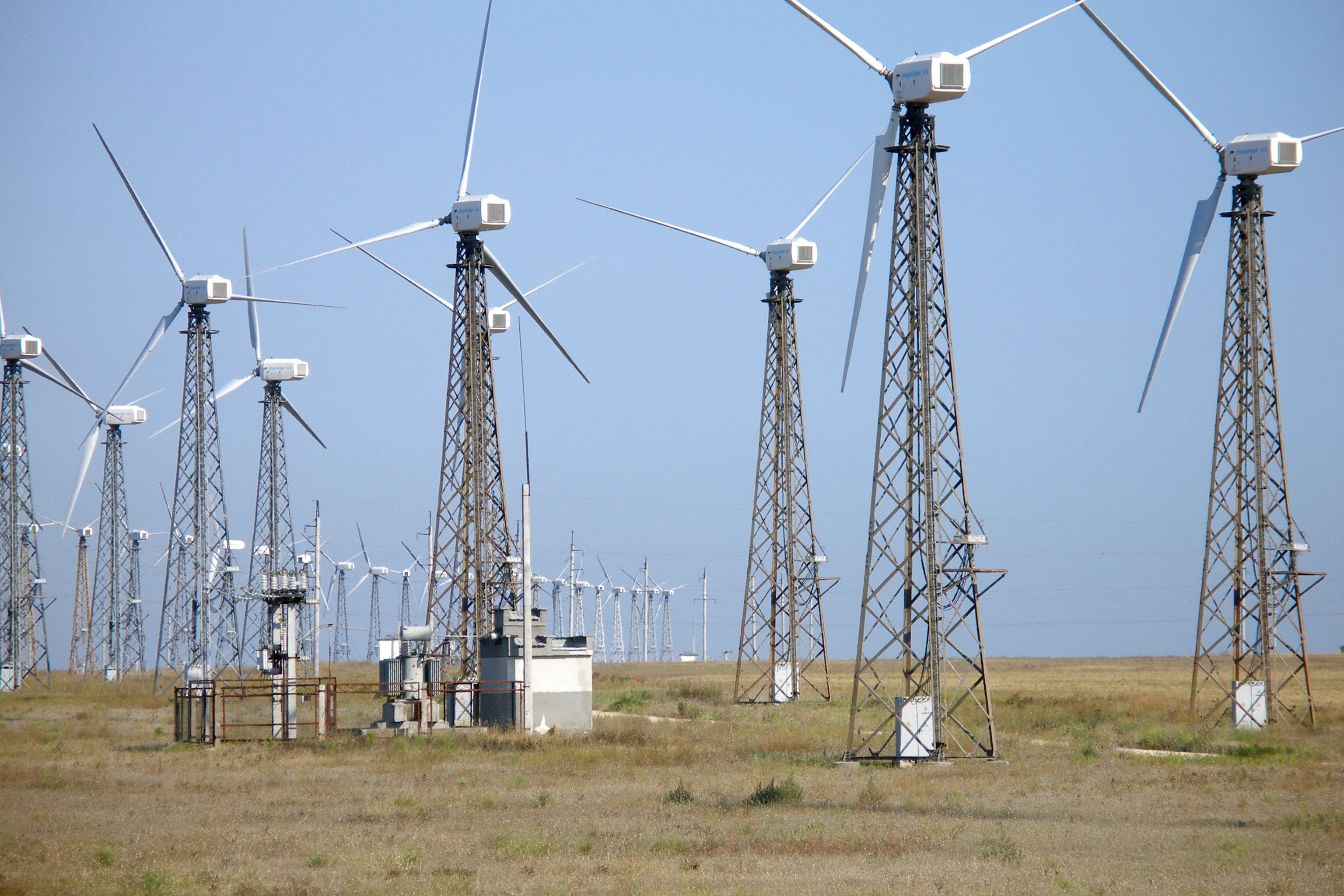
Kratownicowe wieże elektrowni z lat 90.

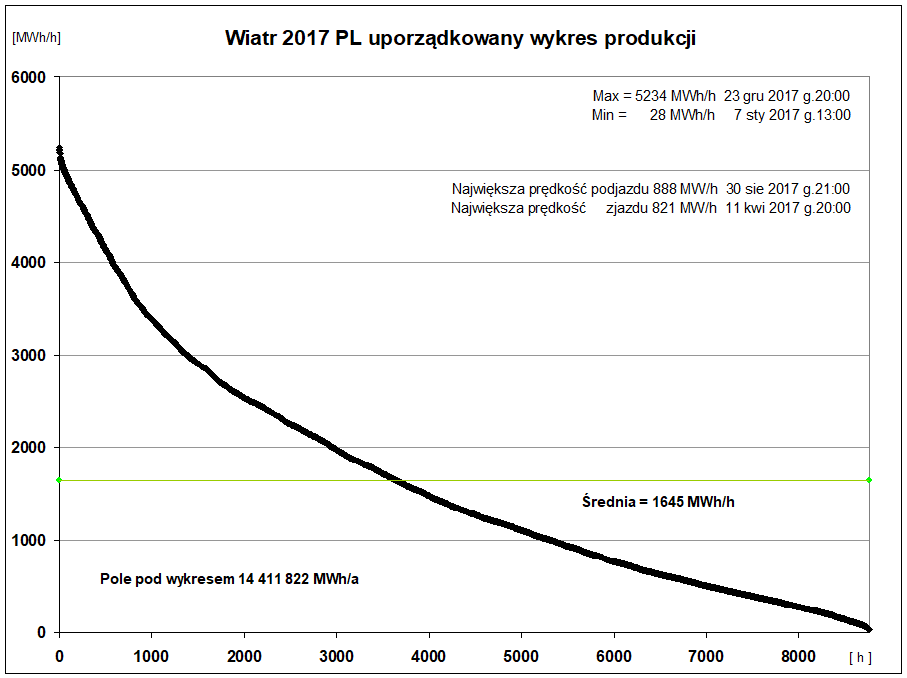
Roczny uporządkowany wykres produkcji elektrowni wiatrowych w Polsce za 2017

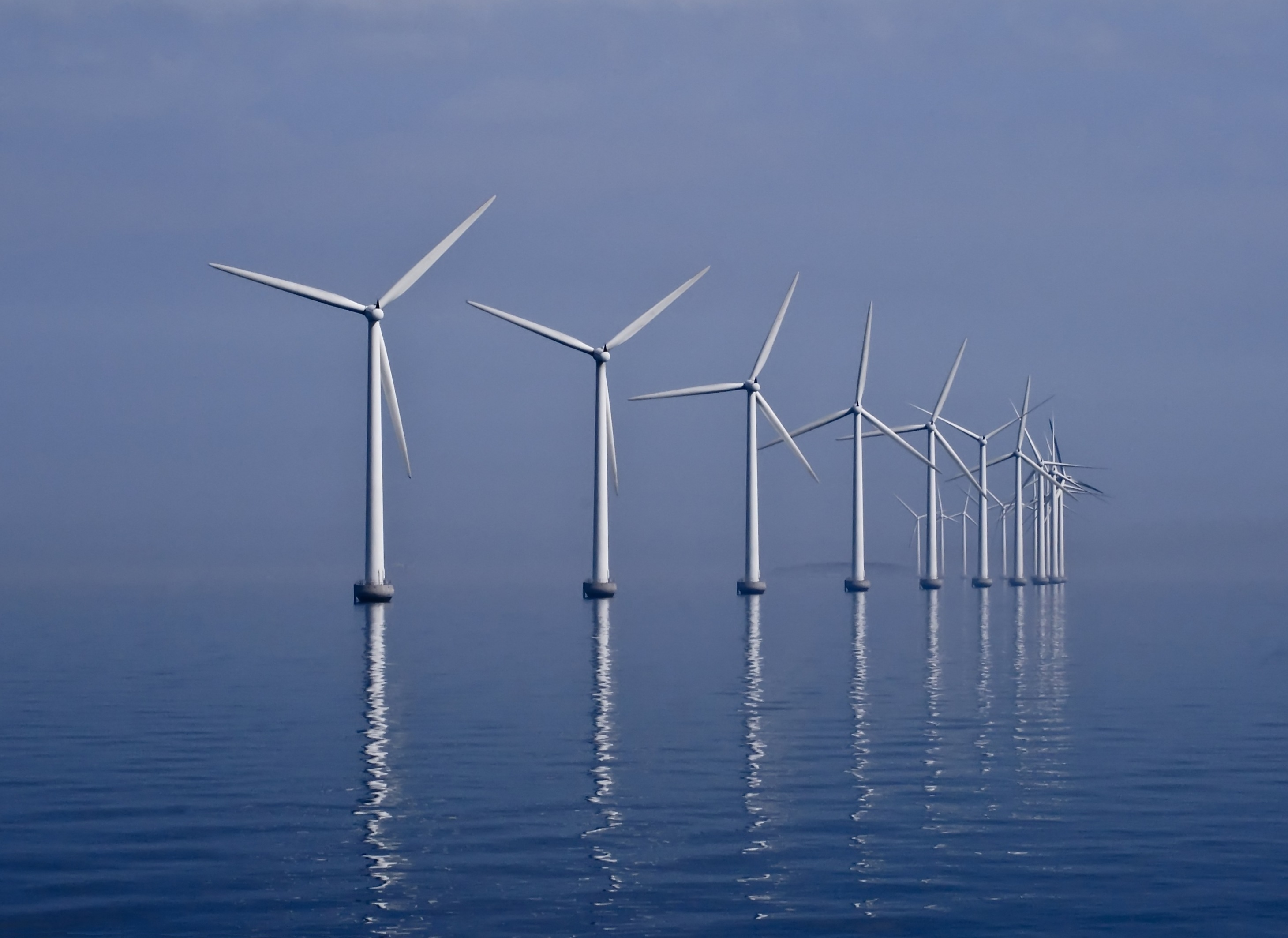
Middelgrunden – elektrownia wiatrowa na morzu (Sund), 3,5 km od Kopenhagi

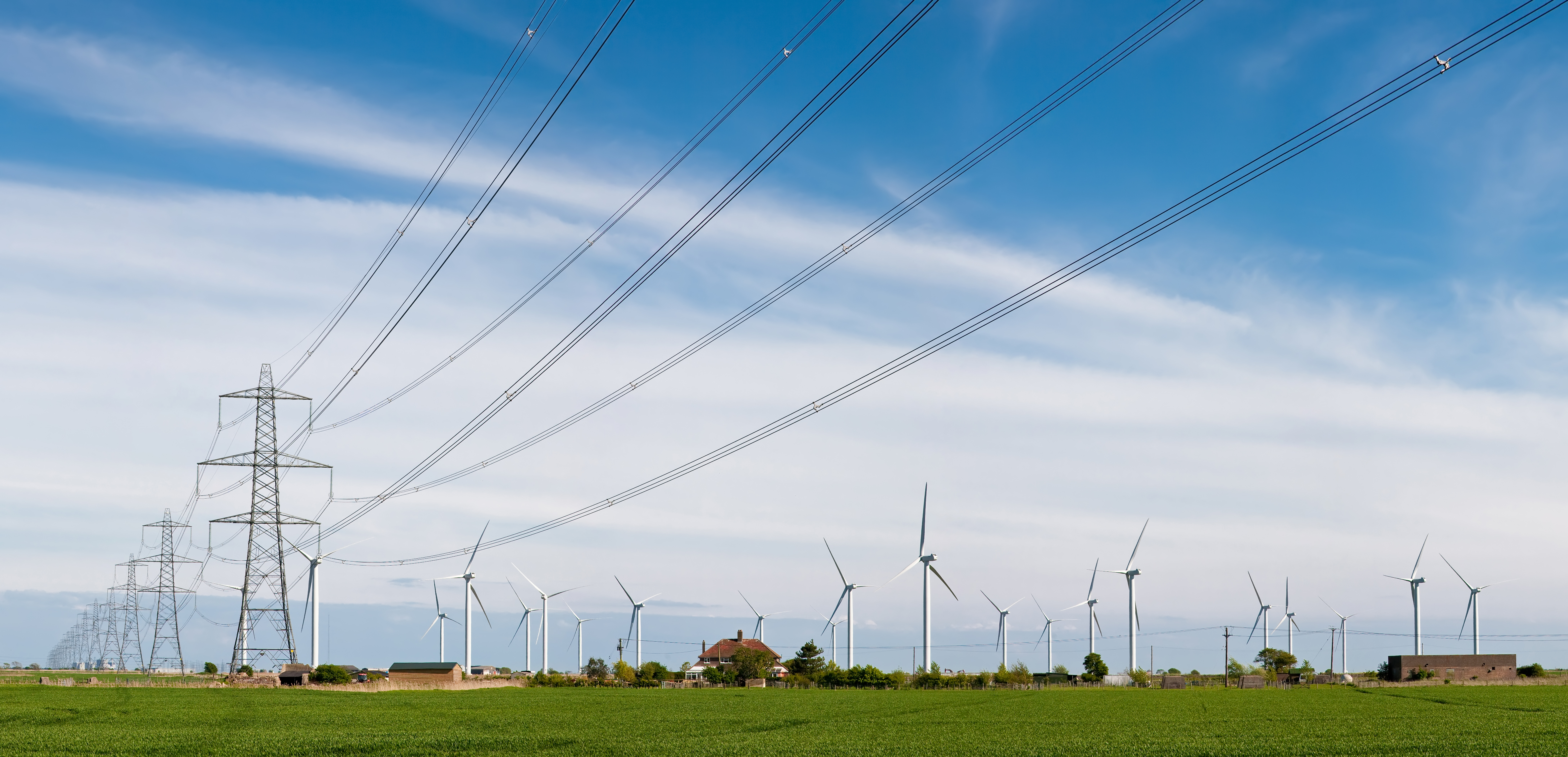
Elektrownie wiatrowe i linia wysokiego napięcia w East Sussex w Anglii

Elektrownia wiatrowa, siłownia wiatrowa – elektrownia wytwarzająca energię elektryczną przy pomocy generatorów (turbin wiatrowych) napędzanych energią wiatru. Energia elektryczna uzyskana z energii wiatru jest uznawana za ekologicznie czystą, gdyż, pomijając nakłady energetyczne związane z wybudowaniem takiej elektrowni, wytworzenie energii nie pociąga za sobą spalania paliwa. W 2020 roku elektrownie wiatrowe dostarczyły ludzkości 1590 TWh (terawatogodzin), czyli 5,9% światowego zapotrzebowania na energię elektryczną. Sumaryczna moc elektrowni wiatrowych w Polsce w 2020 roku wynosiła 6,2 GW.
Zespoły elektrowni wiatrowych wraz z infrastrukturą towarzyszącą nazywane są farmami wiatrowymi (czasem parkami wiatrowymi).

## Typy elektrowni wiatrowych
Elektrownie wiatrowe dzielone są na typy ze względu na zastosowanie (przydomowe lub przemysłowe), moc (mikro, małe i duże) oraz lokalizację (lądowe i morskie). Do zastosowań przydomowych (na potrzeby własne użytkownika) wykorzystywane są mikro- i małe elektrownie. Duże elektrownie przemysłowe są przystosowane do sprzedaży energii.
Mikroelektrownie wiatrowe mają moc do 100 W. Małymi elektrowniami określane są te o mocy od 100 W do 50 kW. Duże elektrownie wiatrowe wytwarzają moc ponad 50 kW.
Przydomową elektrownią wiatrową określany jest zespół urządzeń terenowych służących do wytworzenia i magazynowania energii elektrycznej dla celów jej użycia w jednym lub kilku domach, najczęściej montowany w pobliżu odbiorców energii. Niewielkie pojedyncze turbiny mogą być dobrym źródłem energii w miejscach oddalonych od centrów cywilizacyjnych, gdzie brak jest połączenia z krajową siecią energetyczną.

### Farma wiatrowa
W ustawodawstwie polskim farmą wiatrową określana jest moduł parku energii wykorzystujący do wytwarzania energii elektrycznej energię wiatru, przyłączony do sieci w jednym miejscu przyłączenia.
Zwykle jest to instalacja złożona z wielu turbin wiatrowych. Skupienie turbin pozwala na ograniczenie kosztów budowy i utrzymania oraz uproszczenie sieci elektrycznej.
Farmy wiatrowe mogą być lokowane na lądzie lub poza lądem. Pierwszą farmę wiatrową zbudowała amerykańska firma U.S. Windpower (później Kenetech) w 1980 roku na zboczach Crotched Mountain w południowym New Hampshire. Farma składała się z 20 turbin o mocy 30 kW każda.

### Morskie farmy wiatrowe

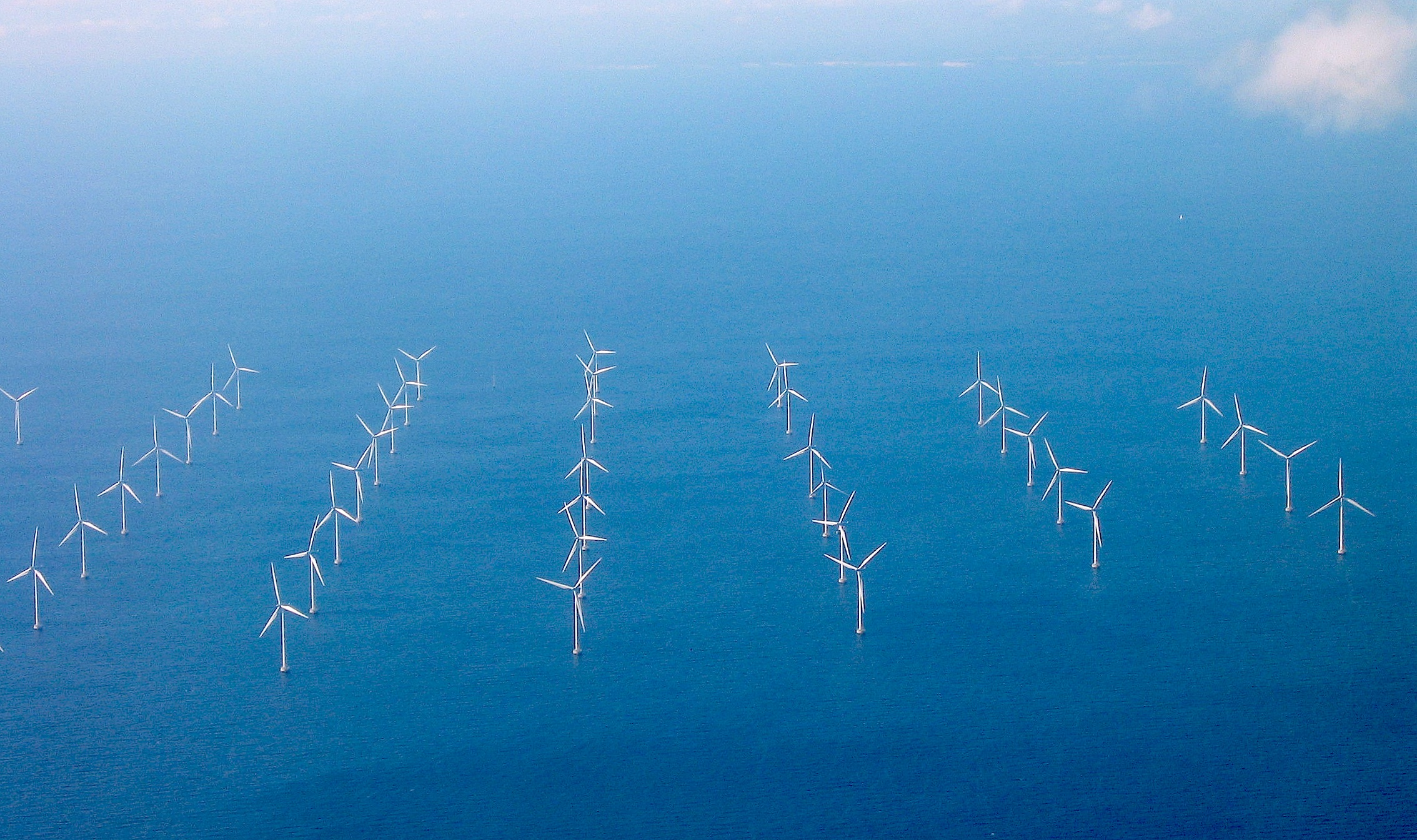
Farma wiatrowa Lillgrund, Szwecja

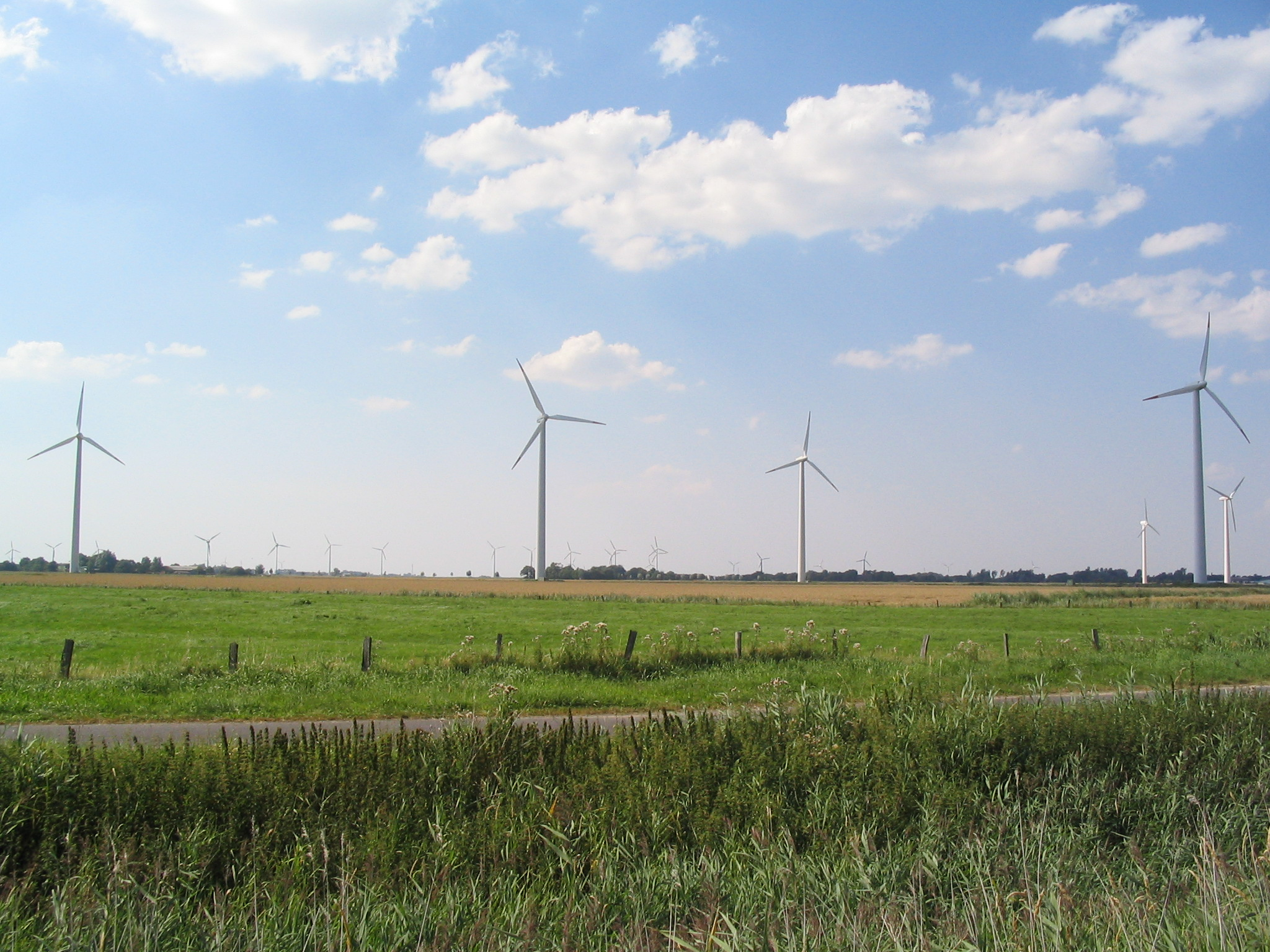
Farma wiatrowa w Neuenkirchen, Niemcy

Instalowanie farm na morzu (ang. offshore) jest obciążone większymi kosztami inwestycji i eksploatacji, ale wolne od wielu ograniczeń stawianych farmom lądowym. Do głównych zalet należą:
- duża powierzchnia
- korzystniejsze warunki wietrzne
- odległość od osiedli ludzkich wystarczająca dla zmniejszenia potencjalnych oddziaływań.

Wiatry wiejące nad morzem są stabilniejsze i silniejsze niż wiejące nad lądami, również na mniejszych wysokościach, co umożliwia stosowanie niższych masztów i uzyskanie większej efektywności urządzeń. Uzasadnia to budowanie farm wiatrowych na dnie morskim, mimo wyższych kosztów infrastruktury i utrzymania. Farmy takie powstają w Belgii, Danii, Finlandii, Niemczech, Irlandii, Holandii, Norwegii, Szwecji i Wielkiej Brytanii. Do końca 2011 roku powstało ich kilkadziesiąt, o łącznej mocy ponad 3 GW. Większość wybudowano w pobliżu lądu (do 20 km), na głębokościach do 20 m. Nowe projekty realizowane są coraz dalej od lądu. Przewidywana lokalizacja przyszłych projektów to 60 km od lądu przy głębokości 60 m.

## Wydajność
Żeby uzyskać 1 MW (megawat) mocy, wirnik turbiny wiatrowej powinien mieć średnicę około 50 m. Ponieważ duża konwencjonalna elektrownia ma moc sięgającą 1 GW (gigawata), tj. 1000 MW, to jej zastąpienie wymagałoby teoretycznie użycia ok. 1000 takich generatorów wiatrowych. W rzeczywistości elektrownie wiatrowe pracują ok. 1500–2000 godzin rocznie, tj. trzykrotnie krócej niż siłownie konwencjonalne i atomowe. Zatem aby wyprodukować tyle samo energii elektrycznej co jedna duża siłownia klasyczna, potrzeba ok. 3000 elektrowni wiatrowych o mocy 1 MW. Jednak opisywanie efektywności wiatraków czasem pracy jest nieprecyzyjne, bowiem wiatrak może się kręcić przez większość roku, ale z niską mocą. Najbardziej miarodajnym jest tu średnioroczny wskaźnik wykorzystania mocy zainstalowanej obliczony z wykorzystaniem rocznej produkcji. W Polsce za 2017 jest to około 30%, patrz roczny uporządkowany wykres produkcji wiatraków w Polsce. Uporządkowany wykres produkcji jednocześnie lepiej (w stosunku do danych prezentowanych np. chronologicznie) obrazuje możliwości produkcyjne wiatraków, wskazując przez ile czasu osiągają one wyniki zadowalające, a przez ile czasu wymagają rezerwacji z elektrowni stabilnych.
W wielu krajach budowane są zespoły elektrowni wiatrowych – tzw. farmy wiatrowe. Na polskim wybrzeżu Bałtyku oddano do użytku w 2006 roku taką farmę w miejscowości Tymień (25 wiatraków o mocy 2 MW każdy = 50 MW).
Wybudowane w 2012 w Elektrowni Wiatrowej Nowy Tomyśl maszty kratownicowe mają wysokość 160 m, a długość łopat wirnika – 50 m. W momencie budowy ich maszty były najwyższymi masztami elektrowni wiatrowych na świecie. Jedne z najwyższych elektrowni wiatrowych na świecie znajdują się w Gaildorfie (południowo-wschodnie Niemcy) – mają one wysokość 246,5 m. Zainstalowano tam 4 turbiny o mocy 3,4 MW, a farma wiatrowa jest połączona z hydroelektrownią i magazynem energii. 
Oceny mocy wiatru dokonywane są globalnie na podstawie pomiarów i wyników modeli numerycznych. Archer i Jacobson opracowali mapy mocy wiatru na wysokości 80 m. Lokalnie oceny wiatru dokonuje się używając mezoskalowych modeli numerycznych, które pozwalają na zejście do skali 2–10 km, a oceny mocy wiatru na skali 100–200 m dokonuje się za pomocą prostszych modeli, często uwzględniających lokalne warunki topograficzne. W Polsce tylko w niewielu miejscach sezonowo prędkość wiatru przekracza 2,5 m/s, co uznawane jest za minimum, aby mogły pracować urządzenia prądotwórcze wiatraków energetycznych. Średnia prędkość wiatrów wynosi 2,8 m/s w porze letniej i 3,8 m/s w zimie. Konsekwencją niskiej wietrzności jest to, że elektrownia wiatrowa wybudowana w Danii dostarczy 100 kW (kilowatów), podczas gdy taka sama elektrownia wybudowana w rejonie Szczecina dostarczy tylko 17,3 kW. Na terenie Polski przeważają strefy ciszy wiatrowej. Najlepsze warunki wiatrowe w Polsce panują nad Bałtykiem, w okolicach Suwalszczyzny oraz na Podkarpaciu. Polskimi „zagłębiami wiatrowymi” są przybrzeżne pasy w okolicach Darłowa i Pucka.
Problemem w wykorzystaniu energii wiatrowej jest zjawisko ciszy wiatrowej.

## Wpływ na środowisko
Energia elektryczna pozyskiwana z energii wiatru jest uważana za „ekologicznie czystą”, jednak nie jest całkowicie wolna od emisji i pozostałych innych oddziaływań na środowisko. Pośrednio przyczynia się do ubożenia zasobów, powoduje nietypowe i trudne do oceny oddziaływanie na środowisko.
Sama praca turbiny charakteryzuje się bardzo niskim wskaźnikiem emisyjności, ale cały proces inwestycyjny prowadzący do zrealizowania obiektów energetyki wiatrowej, a także praca tych obiektów może negatywnie oddziaływać na środowisko. Pełna analiza tych oddziaływań uwzględnia fazę produkcji podzespołów, transport, montaż, eksploatację oraz fazę likwidacji elektrowni. Podzespoły elektrowni wiatrowych wykonywane są z metali i tworzyw sztucznych, a największy wpływ na środowisko wywiera etap produkcji wieży. Z drugiej strony koszty energetyczne produkcji, transportu i montażu turbiny zwracają się już po kilku miesiącach jej pracy.
Czynniki mogące wpływać na środowisko na etapie użytkowania elektrowni wiatrowej (tzw. nietypowe aspekty środowiskowe):
- zagospodarowanie terenu i wykorzystanie gruntów
- efekty wizualne i wpływ na krajobraz (chociaż zależy to w dużej mierze od subiektywnej oceny)
- efekty akustyczne generowane przez łopaty, w tym hałas infradźwiękowy i niskoczęstotliwościowy
- wibracje
- wpływ na ptaki, nietoperze i zwierzęta morskie
- powstawanie aerozoli
- zakłócenia komunikacji elektromagnetycznej
- podwodny hałas i wibracje
- wpływ na działanie radarów
- wpływ na mikroklimat.

Według badań przeprowadzonych przez brytyjski think tank Civitas, w przeliczeniu na jednostkę energii elektrownie wiatrowe mogą pośrednio przyczyniać się do wyższej emisji CO2 przy aktualnych proporcjach pomiędzy wykorzystaniem odnawialnych a nieodnawialnych źródeł energii. Wynika to z tego, że elektrownie wiatrowe produkują prąd przez około 30% czasu i muszą być wspomagane przez elektrownie węglowe, których ciągłe rozpalanie i wygaszanie powoduje większą emisję zanieczyszczeń, niż nieprzerwana praca. Według raportu Międzynarodowej Agencji Energetycznej rozwój energetyki wiatrowej wymusza znaczącą rozbudowę infrastruktury gazowej.
Budowa turbin wiatrowych wymaga ton neodymu, który jest wydobywany głównie w Mongolii Wewnętrznej w sposób powodujący skażenie środowiska. W okolicach miasta Baotou, przetwarzającym 30 tysięcy ton metali ziem rzadkich rocznie, powstało dziesięciokilometrowe jezioro toksycznych odpadów przemysłowych. Uprawa ziemi i hodowla stała się niemożliwa, a wśród mieszkańców zwiększyła się częstość zachorowań na raka, osteoporozę, choroby skóry i choroby układu krążenia.

### Wpływ na zdrowie ludzkie
Z czynników mogących wpływać na zdrowie ludzkie najczęściej wymieniane są efekty akustyczne i optyczne generowane przez obracające się turbiny.
Oprócz hałasu w zakresie słyszalnym turbiny wiatrowe generują infradźwięki, czyli fale w zakresie częstotliwości mniejszych od słyszalnych, oraz hałas niskoczęstotliwościowy (do 500 Hz). Poziom tego hałasu jest zależny od przyjętej konstrukcji i waha się w granicach 100–107 dB(A) przy turbinie. Maleje w miarę oddalania się od niej. W zakresie infradźwięków dominują częstotliwości 1–5 Hz. Infradźwięki są falami bardzo długimi, rozprzestrzeniającymi się na wiele kilometrów i przenikającymi nawet ściany betonowe. Na skutek rezonansu i małej skuteczności ich ekranowania są powodem znacznej uciążliwości w budynkach mieszkalnych położonych w bliskim sąsiedztwie elektrowni wiatrowych.
Wśród czynników optycznych (wizualnych) wymieniane są: efekt stroboskopowy i tzw. efekt migotania cieni. Efekt stroboskopowy jest uciążliwy dla ludzi, a u niektórych osób może wywoływać negatywne skutki.
Badania wpływu dźwięków o niskich częstotliwościach oraz efektów wizualnych na zdrowie ludzkie są fragmentaryczne, prowadzone od niedawna, a ich wyniki są często kwestionowane. Coraz więcej środowisk przyznaje jednak, że taki wpływ jest obserwowany w wielu krajach i może mieć znaczenie dla zdrowia. Z drugiej strony, badania wykazały brak zagrożeń dla zdrowia ze strony infradźwięków, uznano także tzw. syndrom turbin wiatrowych za pozbawiony weryfikowalnych dowodów, choć niektóre z nich wskazują na potrzebę dalszych badań.

### Wpływ na zwierzęta
Farmy wiatrowe zagrażają przelatującym obok nich ptakom i nietoperzom, bowiem łopaty wirnika tną powietrze z prędkością ponad 150 km/h. Z tego względu farmy wiatrowe nie powinny być lokalizowane na szlakach sezonowych wędrówek ptaków (ważne trasy migracyjne ptaków nad obszarem Polski biegną wzdłuż wybrzeża Bałtyku, Wisły, Odry i Noteci). Na ten problem zwracają też uwagę światowi ekolodzy, m.in. ze Szkocji i Stanów Zjednoczonych. Stwierdzono, że szkockie elektrownie wiatrowe przyczyniają się do ginięcia zagrożonych gatunków ptaków (m.in. sokołów, orłów i latających na małych wysokościach drzemlików), a amerykańska organizacja pozarządowa Center for Biological Diversity policzyła, że turbiny jednej tylko lokalnej elektrowni wiatrowej zabijają corocznie nawet do 1,3 tys. latających ptaków drapieżnych. Z innych badań (m.in. duńskich, niemieckich i holenderskich) wynika natomiast, że ptaki niektórych gatunków, np. różnych gęsi, potrafią dostosować swoje trasy przelotów do pojedynczych elektrowni wiatrowych, jak i potężnych farm wiatrowych. Jeśli na drodze przelotu tych ptaków pojawiają się nowe elektrownie wiatrowe (bądź inne elementy mogące stanowić potencjalne zagrożenie), omijają je one szerokim łukiem, wykluczając możliwość kolizji lub znacznie zmniejszając możliwość jej wystąpienia. To jednak możne wydłużać trasy ich migracji, zwiększając zużycie zapasów energii (tłuszczu). Znane są także przypadki, że ptaki niektórych gatunków zakładały gniazda na gondolach elektrowni wiatrowych, co może wskazywać, że w ich przypadku zagrożenie kolizją z łopatami wirnika turbiny wiatrowej jest niewielkie. W przypadku nietoperzy wpływ elektrowni może być nawet większy niż w przypadku ptaków, gdyż jak się okazało, wystarczy by łopata wirnika przeleciała w pobliżu takiego latającego ssaka, aby spowodować jego śmierć. Powodowany przez poruszającą się szybko łopatę skok ciśnienia powoduje tak zwaną „barotraumę”, czyli śmiertelne uszkodzenie układu oddechowego nietoperzy. Dlatego np. zgodnie z rezolucjami Porozumienia o Ochronie Populacji Europejskich Nietoperzy EUROBATS, którego Polska jest stroną, w miejscach możliwego licznego występowania nietoperzy należy rezygnować z lokalizacji elektrowni wiatrowych lub stosować środki ograniczające ryzyko zabijania tych chronionych zwierząt (np. sezonowe wyłączanie wirników na noc, przy prędkościach wiatru poniżej 6 m/s).

### Wpływ na mikroklimat
Elektrownie wiatrowe mogą wpływać na lokalny mikroklimat – większe skupiska wiatraków mogą być przyczyną zmniejszenia prędkości wiatru. Z powodu turbulencji wywoływanych przez wiatraki podnosi się temperatura powietrza. Keith i inni oceniają, że bardzo duże ilości energii generowane przez elektrownie wiatrowe mogą wpływać na klimat w skali kontynentalnej, ale mają minimalny wpływ na zmiany temperatury.

### Awarie i wypadki

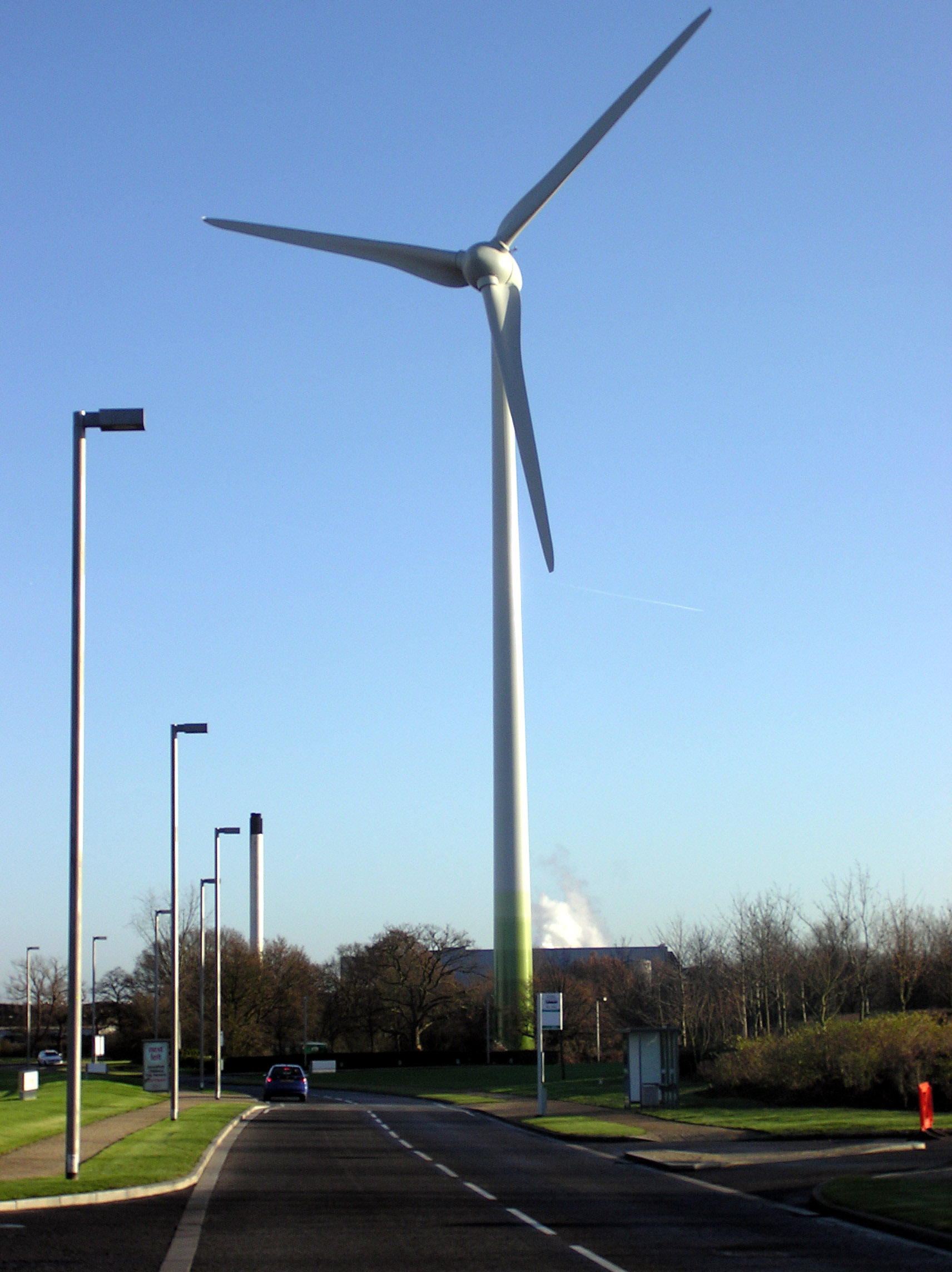
Przykład elektrowni wiatrowej postawionej w pobliżu drogi i zabudowań – Berkshire, Anglia

Wraz ze wzrostem liczby uruchamianych turbin rośnie liczba awarii i spowodowanych przez nie wypadków z udziałem ludzi. Według oficjalnie potwierdzonych danych, średnioroczna liczba wypadków w latach 1992–1996 wyniosła 6, w latach 1997–2001 22, a w latach 2007–2011 wzrosła do 132 wypadków/rok. Łącznie na 1208 wypadków potwierdzonych do 31 marca 2012 roku odnotowano 102 wypadki, w których nastąpiło uszkodzenie ciała, w tym udokumentowano 89 wypadków śmiertelnych. W latach od 2005 do 2011 w elektrowniach wiatrowych na obszarze Polski odnotowano 1 wypadek śmiertelny. Powyższe dane obejmują jedynie wypadki uznane za poważne (z uszkodzeniem ciała). W samej Wielkiej Brytanii w ciągu 5 lat odnotowano 1500 wypadków oraz incydentów mogących stanowić zagrożenie.
Najwięcej wypadków spowodowanych było urwaniem łopaty turbiny wiatrowej. W skrajnym przypadku fragmenty łopaty zostały odrzucone na 1300 m od turbiny. Drugim czynnikiem powodującym awarie lub wypadki przy turbinach są ich pożary powodowane zwarciami elektrycznymi lub przegrzaniem śmigieł. Ze względu na wysokość wież jest to zjawisko szczególnie niebezpieczne w pobliżu terenów leśnych i zabudowań. Jako trzecią z najczęściej występujących przyczyn określono defekty i nieprawidłowości w wykonawstwie komponentów, z których wykonano elektrownię wiatrową. Dotyczy to szczególnie uszkodzeń spowodowanych przez burze oraz załamania się wież.
Kolejnymi potencjalnie niebezpiecznymi czynnikami związanymi z energetyką wiatrową są: transport elementów na miejsce montażu oraz kawałki lodu odrywające się od łopat. Odnotowano przypadek odrzucenie kawałków lodu w czasie obrotu łopaty na odległość 140 m od wieży.

### Utylizacja
Około 80% masy turbiny wiatrowej jest wykonana z metali i może być powtórnie wykorzystana. Problemem jest wykorzystanie łopat wykonanych z materiałów kompozytowych ze względu na ich wytrzymałość oraz wielkość. Zwykle, kiedy są poddawane utylizacji, zostają przecięte i zakopane w ziemi, gdzie nie stanowią bezpośredniego zagrożenia dla środowiska. Z pociętych łopat można produkować ławki i wiaty. W procesie pyrolizy można rozłożyć tworzywa sztuczne i odzyskać niektóre włókna, lecz jest to ekonomicznie nieopłacalne.

## Kontrowersje
Elektrownie wiatrowe charakteryzują się dużą zmiennością dostarczanej mocy, zależną od warunków meteorologicznych, przez co wymuszają na tradycyjnej energetyce utrzymywanie rezerwy mocy oraz znaczącej rozbudowy infrastruktury gazowej, tak aby w każdej chwili można było zastąpić lub uzupełnić spadek mocy dostarczanej przez elektrownie wiatrowe. Duża bezwładność czasowa elektrowni cieplnych, oraz uwarunkowania techniczne sprawiają, że muszą one pracować z pewną mocą, mimo że moc w nich produkowana nie jest potrzebna. Gdy wieje wiatr i elektrownie wiatrowe wytwarzają moc elektryczną, prowadzi do spalania mniejszej ilości węgla, a co za tym idzie mniejszej emisji gazów cieplarnianych.
Jednym z argumentów na rzecz budowania elektrowni wiatrowych jest problem konieczności zmniejszenia emisji dwutlenku węgla do atmosfery. Z raportu organizacji Greenpeace „Morski wiatr kontra atom” wynika, że rozwój energetyki wiatrowej na morzu jest jednym z najbardziej konkurencyjnych i efektywnych sposobów rozwiązywania tego problemu. Produkcja energii z tego źródła jest tania, bezpieczna i może zapewnić tysiące nowych miejsc pracy. Mamy do wyboru taniejącą, lecz niesterowalną, energetykę wiatrową i jej niskie koszty środowiskowe, energię elektryczną ze spalania węgla obarczoną wysokimi kosztami środowiskowymi oraz energetykę jądrową.

## Elektrownia wiatrowa a budynek autonomiczny
Na małą skalę, elektrownia wiatrowa połączona z systemem magazynowania energii elektrycznej może służyć do zaopatrzenia budynku autonomicznego w elektryczność. Na rynku dostępne są małe przydomowe instalacje do produkcji energii elektrycznej, składające się z turbiny wiatrowej o mocy kilku kilowatów, ogniwo fotowoltaiczne oraz baterię akumulatorów do przechowywania energii między okresami podaży a zapotrzebowania.